# Bar (rijeka)
Bar je rijeka u departmanu Ardennes, sjeverna Francuska, lijevi pritok rijeke Meuse. Duga je 62 km. Izvire u blizini Buzancyja, u južnom dijelu departmana Ardennes. Protječe kroz Brieulles-sur-Bar, Tannay, Chémery-sur-Bar i Cheveuges. Ulijeva se u Meuse u Vrigne-Meuse, zapadno od Sedana. Većim dijelom svoje dužine rijeka teče paralelno s Canal des Ardennes .

## Vanjske poveznice
|  | Zajednički poslužitelj ima još gradiva o temi Bar (rijeka) |